# Kata (kampsport)
För andra betydelser, se Kata (olika betydelser).
Kata är ett träningssätt inom budō, japansk kampsport och viss annan kampkonst. Kata är en rad förutbestämda rörelser, som utförs mot "osynliga" motståndare i luften. Ordets betydelse innebär att i träningens rörelsemönster eftersträva perfektion. Poängen med kata är att så grundligt lära in de tekniker som finns i katan, att de sedan snabbt och korrekt kan användas i en uppkommen nödvärns-situation eller tävling.

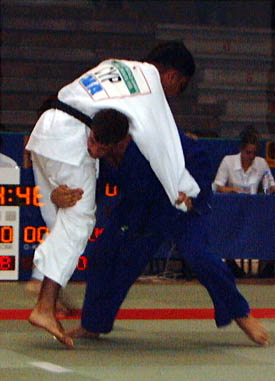
Kuruma "kärran", en kastkata inom jūdō.

## Utförande
Kata kan utföras ensamt, som i karate och iaidō, eller i par, som i aikidō, jūjutsu, jōdō och kendō. I många fall är kata en tävlingsgren inom kampsporten i fråga.
Det finns ett otal kator inom karate, vilka kan skilja sig mellan olika skolor. Några grundläggande av dem är Taikyoku, Pinan sono ichi och Heian Nidan, där de två sista avser samma kata. En kata är ofta en obligatorisk del i en gradering och måste utförs disciplinerat, kraftfullt och noggrant.  
Även inom jūdō finns flera olika kator. Den första som lärs ut är Nage no kata, en stående kastkata. Den består av fem serier med tre kast i varje, höger och vänster. Första serien är handkast, andra höftkast, tredje fot-/benkast, fjärde raka offerkast samt femte vridna offerkast. I jūdō utgör ukens prestation (den som blir kastad) ca 70% av slutresultatet.
I WTF taekwondo heter det Poomsae, i ITF taekwondo heter det Tul.